# Квятек, Казимир Францевич
Казимир Францевич Квятек (Ян Карлович Витковский) (1888—1938) — советский военачальник, командир украинских повстанческих формирований в годы Гражданской войны, комдив Красной Армии.

## Биография

### Начало деятельности
Родился в 1888 году в семье железнодорожного рабочего. По национальности поляк.
Член Российской Социал-Демократической Рабочей партии (большевиков) — Российской Коммунистической партии (большевиков) — Всесоюзной Коммунистической партии (большевиков) с зачётом стажа с 1917 года.
В 1905 году в Варшаве участвовал в революционном движении. В 1906 году осуждён на вечное поселение в Восточной Сибири.

После Февральской буржуазной революции 1917 года жил в Черниговской губернии.

### Гражданская война
В октябре 1917 года в Семёновке организовал красногвардейский отряд, вошедший в марте 1918 года в объединённый партизанский отряд Новозыбковского уезда под командованием Щорса Н. А. Отряд участвовал в боях с германскими оккупантами, в апреле 1918 года перешёл на территорию Советской России и был интернирован в Унече.
После разоружения партизанского отряда Квятек К. Ф. уехал в Москву и окончил там 1-е Московские военно-инструкторские курсы.
В августе 1918 года прибыл в распоряжение Всеукраинского ЦВРК и направлен в демаркационную зону, в район Унечи, где под командованием Щорса Н. А. принимает участие в формировании 1-го Украинского советского полка (1-го Богунского полка).
В 1918—1920 годах — командир роты, батальона, заместитель командира 1-го Богунского полка 1-й Украинской советской дивизии (переформированной в 44-ю стрелковую).
В 1920—1922 годах — командир Богунского стрелкового полка, командир 1-й Богунской стрелковой бригады 44-й стрелковой дивизии.
В 1918—1920 годах принимал участие на территории современной Украины в боях с германскими оккупантами, петлюровцами, галичанами, деникинцами, поляками.
В 1920 году Приказом председателя РВСР Л. Д. Троцкого № 101 командир 388-го Богунского стрелкового полка Квятек К. Ф. награждён орденом Красного Знамени.

### После Гражданской войны
В 1922—1923 заместитель начальника 44-й стрелковой дивизии Украинского военного округа.
В 1923—1924 начальник 99-й стрелковой дивизии.
В 1925—1926 окончил Высшие артиллерийские курсы.
В 1926—1928 командир 44-й стрелковой дивизии.
В 1928 окончил Высшие Академические Курсы РККА.
В 1928—1930 командир 7-й стрелковой дивизии.
В 1930—1935 командир 46-й стрелковой дивизии КиевВО.
26 января—10 февраля 1934 года делегат XVII съезда ВКП(б) с решающим голосом от Винницкой парторганизации.
В 1935—1936 командир 17-го стрелкового корпуса Киевского военного округа.
12-17 сентября 1935 года принимал участие в окружных тактических учениях Киевского военного округа — Киевских манёврах. Войска, принимавшие участие в манёврах, имели условное обозначение — «синие» и «красные».
17-й стрелковый корпус в составе 24-й, 96-й, 99-й сд, специальных частей, 17-го корпусного авиаотряда входил в состав 5-й армии «синих». Командующий войсками И. Н. Дубовой (командующий войсками Харьковского военного округа).
Народный комиссар обороны СССР К. Е. Ворошилов объявил благодарность всем командирам, политработникам и красноармейцам, принимавшим участие в манёврах, в их числе был и командир 17-го корпуса К. Ф. Квятек.
20 ноября 1935 года приказом народного комиссара обороны СССР № 2395 Квятеку Казимиру Францевичу присвоено воинское звание комдив.
В августе 1936—1937 заместитель командующего Харьковского военного округа.
В декабре 1937 зачислен в распоряжение Управления по комначсоставу РККА.
Арестован 17 декабря 1937 года. Обвинён в участии в военном заговоре и в принадлежности к «Польской военной организации» («Польска организация войскова»).
25 августа 1938 года по приговору Военной Коллегии Верховного Суда СССР расстрелян и захоронен на полигоне Коммунарка.
Реабилитирован 8 сентября 1956 года.

## Семья
Жена — Соня Алтухова (1899—1938), участница восстания киевских рабочих на заводе «Арсенал» в 1918 году, героиня Гражданской войны. Репрессирована и погибла вместе с мужем в 1938 году. По другим сведениям, Софья Николаевна в октябре 1938 года была осуждена как член семьи изменника Родины к пяти годам лагерей и умерла в Карлаге 10 сентября 1942 года.

## Воинские звания
- Комдив — 20.11.1935[8]

## Награды
Награждён орденом Красного Знамени (1920).

## Память
- Имя К. Ф. Квятека до 2015 носила улица в Виннице.[9].